# El Haouch
El Haouch (em árabe: الحوش) é uma cidade e comuna localizada na província de Biskra, Argélia. Segundo o censo de 2008, a população total da cidade era de 4 923 habitantes.